# 오다시마촌
오다시마촌(小田島村)은 야마가타현 기타무라야마군에 있던 촌이다.

## 역사
- 1889년 4월 1일 - 정촌제 시행에 수반해 오다시마촌이 성립하였다.
- 1954년 8월 1일 - 히가시네정, 도고촌, 다카사키촌, 오토미촌, 나가토로촌과 합병해 오다시마촌이 신설되어 소멸하였다.

## 참고문헌
- 『市町村名変遷辞典』東京堂出版、1990年。